# Paul Gégauff
Paul Gégauff [ˌpol ʒeˈɡof] (* 10. August 1922 in Blotzheim, Département Haut-Rhin, Frankreich; † 24. Dezember 1983 in Gjøvik, Norwegen) war ein französischer Drehbuchautor, Schriftsteller und Filmschauspieler. Er war mit der Schauspielerin Danièle Rosencranz verheiratet, von der er sich später scheiden ließ und schrieb für viele französische Filmregisseure das Drehbuch, so u. a. für Éric Rohmer oder für Claude Chabrol, mit dem er am meisten zusammenarbeitete. Für das Drehbuch zum Film Nur die Sonne war Zeuge erhielt er 1962 zusammen mit dem Regisseur René Clément einen Edgar Allan Poe Award als besten ausländischen Film. Weihnachten 1983 wurde er von seiner zweiten Frau erstochen.

## Filmografie (Auswahl)
Drehbuch:
- 1959: Im Zeichen des Löwen (Le Signe du lion)
- 1959: Schrei, wenn du kannst (Les Cousins)
- 1959: Schritte ohne Spur (À double tour)
- 1960: Nur die Sonne war Zeuge (Plein soleil)
- 1960: Die Unbefriedigten (Les Bonnes femmes)
- 1961: Speisekarte der Liebe (Les Godelureaux) – Regie: Claude Chabrol
- 1961: Das Auge des Bösen (L’Œil du malin) – Regie: Claude Chabrol
- 1963: Grausame Hände (Les Grands chemins) – Regie: Christian Marquand
- 1964: Die Frauen sind an allem schuld (Les plus belles escroqueries du monde) (Segment)
- 1967: Champagner-Mörder (Le Scandale) – Regie: Claude Chabrol
- 1969: Kalte Augen (La Femme écarlate) – Regie: Jean Valère
- 1969: Das Biest muß sterben (Que la bête meure)
- 1970: Die Geliebte des Anderen (Qui?)
- 1971: Der zehnte Tag (La Décade prodigieuse)
- 1972: Der Halunke (Docteur Popaul) – Regie: Claude Chabrol
- 1975: Ein lustiges Leben (Une partie de plaisir) – Regie: Claude Chabrol
- 1976: Die Schuldigen mit den sauberen Händen (Les Magiciens) – Regie: Claude Chabrol
- 1979: Die Sekte (Brigade mondaine: La secte de Marrakech)
- 1981: Ein Slip auf Trip (Les Folies d’Élodie) – Regie: André Génovès

Darsteller:
- 1963: Laster und Tugend (Le vice et la vertu)